# نوکاریز
نوکاریز، روستایی از توابع بخش مرکزی شهرستان نیشابور در استان خراسان رضوی ایران است. در حوالی این روستا، روستاهای  فرهاد و دال آشیان وجود دارد. این روستا ز توابع دهستان ریوند، دهستان هفتم (در تقسیمات پیشین کشوری) از دهستان‌های پانزده‌گانه شهرستان نیشابور بوده‌است.